# Jimmy Chérizier
Jimmy Chérizier (nascido em 1976 ou 1977), também conhecido pelo pseudônimo de "Babekyou" (no crioulo haitiano; "Barbecue", em inglês) é um ex-policial e líder do crime organizado haitiano. É o chefe das "Forças Revolucionárias da Família G9 e Aliados" (Fòs Revolisyonè G9 an fanmi e alye; abreviado como "G9" ou "FRG9"), uma federação de mais de uma dúzia de gangues haitianas de Porto Príncipe.
Conhecido pelas aparições públicas trajando boina e camuflagem militar e boina, Chérizier se autodenomina o líder de uma "revolução armada". Ele é atualmente considerado uma das pessoas mais poderosas no Haiti. Acredita-se que seja responsável por numerosos massacres em grande escala na área de Porto Príncipe.
No início de março de 2024, as Forças Revolucionárias da Família G9 e Aliados executaram a maior fuga de prisão da história haitiana e intensificaram os ataques em todo o país, incluindo uma tentativa de cerco ao Aeroporto Internacional Toussaint Louverture. Chérizier assumiu a responsabilidade pelos ataques e declarou que o objetivo era capturar instituições governamentais importantes, derrubar o primeiro-ministro interino não eleito Ariel Henry e dominar o Haiti. Em ultimato, Cherizier exigiu a renúncia de Henry e que a comunidade internacional parasse de apoiá-lo, o que senão leviariam-os "diretamente para uma guerra civil que terminará em genocídio". Henry renunciou ao cargo em 24 de março de 2024.

## Ver também

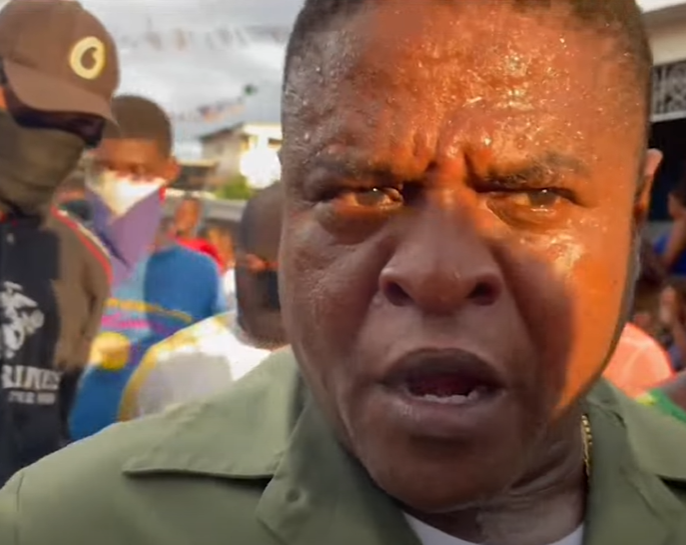
Jimmy Chérizier, 2023